# A Bigger Bang Tour
A Bigger Bang Tour bylo koncertní turné britské rockové skupiny The Rolling Stones které sloužilo jako propagace studiového alba A Bigger Bang. Turné začalo koncertem v kanadském Torontu v Phoenix Concert Theatre a skončilo třemi koncerty v londýnské O2 aréně. 18. února 2006 skupina odehrála v Riu před 1.5 miliony diváky dosud svůj největší koncert v její historii. Celkově se utržilo 558 255 524 dolarů a dodnes je to nejvýdělečnější turné The Rolling Stones a druhé nejvýdělečnější vůbec (po U2 360° Tour).

## Nahrávky
Z dvou koncertů v Beacon Theatre v New Yorku byl natočen soundtrack a film režírovaný Martinem Scorsesem s názvem Shine a Light. Z koncertů v Austinu, Riu, Saitamě a Šanghaji vznikl filmový materiál, který později vyšel jako čtyřdisková DVD kolekce pod názvem The Biggest Bang. V roce 2012 bylo také v rámci série From the Vault vydáno koncertní album s názvem Light the Fuse, nahrané v rámci turné v Torontu v roce 2005.

## Nejčastěji hrané skladby
Autory skladeb, pokud není uvedeno jinak, jsou Mick Jagger a Keith Richards.
1. Start Me Up
2. You Got Me Rocking
3. Rough Justice
4. Ain't Too Proud To Beg (Norman Whitfield / Eddie Holland)
5. She Was Hot
6. You Can't Always Get What You Want
7. Can't You Hear Me Knocking
8. I'll Go Crazy (James Brown)
9. Tumbling Dice
10. You Got The Silver
11. Wanna Hold You
12. Miss You
13. It's Only Rock 'n Roll (But I Like It)
14. (I Can't Get No) Satisfaction
15. Honky Tonk Women
16. Sympathy For The Devil
17. Paint It Black
18. Jumpin' Jack Flash

Přídavek:
19. Brown Sugar

## Členové
The Rolling Stones
- Mick Jagger – zpěv, kytara, harmonika
- Keith Richards – kytara, zpěv
- Ronnie Wood – kytara
- Charlie Watts – bicí

Doprovodní členové
- Blondie Chaplin – doprovodné vokály, kytara, perkuse
- Lisa Fischer – doprovodné vokály, zpěv
- Bernard Fowler – doprovodné vokály, perkuse
- Chuck Leavell – klávesy, doprovodné vokály
- Darryl Jones – baskytara, doprovodné vokály
- Bobby Keys – saxofon
- Tim Ries – saxofon, klávesy
- Michael Davis – trombon
- Kent Smith – trubka

## Turné v datech
| 10. srpna 2005     | Toronto               | Kanada        | Phoenix Concert Theatre         | N/A |               |                                 |              |
| 21. srpna 2005     | Boston                | Spojené státy | Fenway Park                     | Black Eyed Peas                                                                                          |               |                                 |              |
| 23. srpna 2005     | Boston                | Spojené státy | Fenway Park                     | Black Eyed Peas                                                                                          |               |                                 |              |
| 26. srpna 2005     | East Hartford         | Spojené státy | Rentschler Field                | Maroon 5                                                                                                 |               |                                 |              |
| 28. srpna 2005     | Ottawa                | Kanada        | Frank Clair Stadium             | Les Trois Accords Our Lady Peace                                                                         |               |                                 |              |
| 31. srpna 2005     | Detroit               | Spojené státy | Comerica Park                   | Maroon 5                                                                                                 |               |                                 |              |
| 3. září 2005       | Moncton               | Kanada        | Magnetic Hill Concert Site      | Maroon 5 The Tragically Hip Les Trois Accords Our Lady Peace                                             |               |                                 |              |
| 6. září 2005       | St. Paul              | Spojené státy | Xcel Energy Center              | Buddy Guy                                                                                                |               |                                 |              |
| 8. září 2005       | Milwaukee             | Spojené státy | Bradley Center                  | Buddy Guy                                                                                                |               |                                 |              |
| 10. září 2005      | Chicago               | Spojené státy | Soldier Field                   | Los Lonely Boys Belushi/Aykroyd The Have Love Will Travel Revue                                          |               |                                 |              |
| 13. září 2005      | New York City         | Spojené státy | Madison Square Garden           | Alanis Morissette                                                                                        |               |                                 |              |
| 15. září 2005      | East Rutherford       | Spojené státy | Giants Stadium                  | Alanis Morissette                                                                                        |               |                                 |              |
| 17. září 2005      | Albany                | Spojené státy | Pepsi Arena                     | Alanis Morissette                                                                                        |               |                                 |              |
| 24. září 2005      | Columbus              | Spojené státy | Nationwide Arena                | Beck |               |                                 |              |
| 26. září 2005      | Toronto               | Kanada        | Rogers Centre                   | Beck |               |                                 |              |
| 28. září 2005      | Pittsburgh            | Spojené státy | PNC Park                        | Pearl Jam                                                                                                |               |                                 |              |
| 1. října 2005      | Hershey               | Spojené státy | Hersheypark Stadium             | Beck |               |                                 |              |
| 3. října 2005      | Washington, D.C.      | Spojené státy | MCI Center                      | John Mayer Trio                                                                                          |               |                                 |              |
| 6. října 2005      | Charlottesville       | Spojené státy | Scott Stadium                   | Trey Anastasio                                                                                           |               |                                 |              |
| 8. října 2005      | Durham                | Spojené státy | Wallace Wade Stadium            | Trey Anastasio                                                                                           |               |                                 |              |
| 10. října 2005     | Filadelfie            | Spojené státy | Wachovia Center                 | John Mayer Trio                                                                                          |               |                                 |              |
| 12. října 2005     | Filadelfie            | Spojené státy | Wachovia Center                 | John Mayer Trio                                                                                          |               |                                 |              |
| 15. října 2005     | Atlanta               | Spojené státy | Philips Arena                   | Wilco |               |                                 |              |
| 17. října 2005     | Miami                 | Spojené státy | American Airlines Arena         | Joss Stone                                                                                               |               |                                 |              |
| 19. října 2005     | Tampa                 | Spojené státy | St. Pete Times Forum            | Joss Stone                                                                                               |               |                                 |              |
| 21. října 2005     | Charlotte             | Spojené státy | Charlotte Bobcats Arena         | Joss Stone                                                                                               |               |                                 |              |
| 28. října 2005     | Calgary               | Kanada        | Pengrowth Saddledome            | Joss Stone                                                                                               |               |                                 |              |
| 30. října 2005     | Seattle               | Spojené státy | KeyArena                        | Mötley Crüe                                                                                              |               |                                 |              |
| 1. listopadu 2005  | Portland              | Spojené státy | Rose Garden Arena               | Mötley Crüe                                                                                              |               |                                 |              |
| 4. listopadu 2005  | Anaheim               | Spojené státy | Angel Stadium of Anaheim        | Toots and the Maytals                                                                                    |               |                                 |              |
| 6. listopadu 2005  | Los Angeles           | Spojené státy | Hollywood Bowl                  | Joss Stone                                                                                               |               |                                 |              |
| 8. listopadu 2005  | Los Angeles           | Spojené státy | Hollywood Bowl                  | Joss Stone                                                                                               |               |                                 |              |
| 11. listopadu 2005 | San Diego             | Spojené státy | Petco Park                      | Toots and the Maytals                                                                                    |               |                                 |              |
| 13. listopadu 2005 | San Francisco         | Spojené státy | SBC Park                        | Metallica Everclear                                                                                      |               |                                 |              |
| 15. listopadu 2005 | San Francisco         | Spojené státy | SBC Park                        | Metallica Everclear                                                                                      |               |                                 |              |
| 18. listopadu 2005 | Las Vegas             | Spojené státy | MGM Grand Garden Arena          | Jason Mraz                                                                                               |               |                                 |              |
| 20. listopadu 2005 | Fresno                | Spojené státy | Save Mart Center                | Jason Mraz                                                                                               |               |                                 |              |
| 22. listopadu 2005 | Salt Lake City        | Spojené státy | Delta Center                    | Jason Mraz                                                                                               |               |                                 |              |
| 24. listopadu 2005 | Denver                | Spojené státy | Pepsi Center                    | Jason Mraz                                                                                               |               |                                 |              |
| 27. listopadu 2005 | Glendale              | Spojené státy | Glendale Arena                  | Jason Mraz                                                                                               |               |                                 |              |
| 29. listopadu 2005 | Dallas                | Spojené státy | American Airlines Center        | Merle Haggard                                                                                            |               |                                 |              |
| 1. prosince 2005   | Houston               | Spojené státy | Toyota Center                   | Los Lonely Boys                                                                                          |               |                                 |              |
| 3. prosince 2005   | Memphis               | Spojené státy | FedExForum                      | Los Lonely Boys                                                                                          |               |                                 |              |
| 10. ledna 2006     | Montreal              | Kanada        | Bell Centre                     | Anick Jean                                                                                               |               |                                 |              |
| 13. ledna 2006     | Boston                | Spojené státy | TD Banknorth Garden             | Sloan |               |                                 |              |
| 15. ledna 2006     | Boston                | Spojené státy | TD Banknorth Garden             | Sloan |               |                                 |              |
| 18. ledna 2006     | New York City         | Spojené státy | Madison Square Garden           | Metric                                                                                                   |               |                                 |              |
| 20. ledna 2006     | New York City         | Spojené státy | Madison Square Garden           | Metric                                                                                                   |               |                                 |              |
| 23. ledna 2006     | Chicago               | Spojené státy | United Center                   | Antigone Rising                                                                                          |               |                                 |              |
| 25. ledna 2006     | Chicago               | Spojené státy | United Center                   | Antigone Rising                                                                                          |               |                                 |              |
| 27. ledna 2006     | St. Louis             | Spojené státy | Savvis Center                   | Soulive                                                                                                  |               |                                 |              |
| 29. ledna 2006     | Omaha                 | Spojené státy | Qwest Center Omaha              | Brooks and Dunn                                                                                          |               |                                 |              |
| 1. února 2006      | Baltimore             | Spojené státy | 1st Mariner Arena               | Antigone Rising                                                                                          |               |                                 |              |
| 5. února 2006      | Detroit               | Spojené státy | Ford Field                      | N/A |               |                                 |              |
| 8. února 2006      | Atlanta               | Spojené státy | Philips Arena                   | Soulive                                                                                                  |               |                                 |              |
| 11. února 2006     | San Juan              | Portoriko     | Coliseo de Puerto Rico          | Juan Luis Guerra                                                                                         |               |                                 |              |
| Jižní Amerika      |                       |               |                                 | |               |                                 |              |
| 18. února 2006     | Rio de Janeiro        | Brazílie      | Copacabana Beach                | |               |                                 |              |
| 21. února 2006     | Buenos Aires          | Argentina     | River Plate Stadium             | Los Piojos Las Pelotas La 25                                                                             |               |                                 |              |
| 23. února 2006     | Buenos Aires          | Argentina     | River Plate Stadium             | Los Piojos Las Pelotas La 25                                                                             |               |                                 |              |
| Severní Amerika    |                       |               |                                 | |               |                                 |              |
| 26. února 2006     | Mexico City           | Mexiko        | Foro Sol                        | Fobia |               |                                 |              |
| 1. března 2006     | Monterrey             | Mexiko        | Estadio Universitario           | Alejandra Guzmán                                                                                         |               |                                 |              |
| 4. března 2006     | Paradise              | Spojené státy | MGM Grand Garden Arena          | Queens of the Stone Age                                                                                  |               |                                 |              |
| 6. března 2006     | Inglewood             | Spojené státy | The Forum                       | Queens of the Stone Age                                                                                  |               |                                 |              |
| 9. března 2006     | North Little Rock     | Spojené státy | Alltel Arena                    | Merle Haggard                                                                                            |               |                                 |              |
| 12. března 2006    | Sunrise               | Spojené státy | BankAtlantic Center             | The Meters                                                                                               |               |                                 |              |
| 14. března 2006    | New York City         | Spojené státy | Radio City Music Hall           | The B-52's                                                                                               |               |                                 |              |
| Asie               |                       |               |                                 | |               |                                 |              |
| 22. března 2006    | Tokyo                 | Japonsko      | Tokyo Dome                      | Richie Kotzen                                                                                            |               |                                 |              |
| 24. března 2006    | Tokyo                 | Japonsko      | Tokyo Dome                      | Richie Kotzen                                                                                            |               |                                 |              |
| 29. března 2006    | Sapporo               | Japonsko      | Sapporo Dome                    | Richie Kotzen                                                                                            |               |                                 |              |
| 2. dubna 2006      | Saitama               | Japonsko      | Saitama Super Arena             | Richie Kotzen                                                                                            |               |                                 |              |
| 5. dubna 2006      | Nagoya                | Japonsko      | Nagoya Dome                     | Richie Kotzen                                                                                            |               |                                 |              |
| 8. dubna 2006      | Šanghaj               | Čína          | Shanghai Grand Stage            | Cui Jian                                                                                                 |               |                                 |              |
| Austrálie          |                       |               |                                 | |               |                                 |              |
| 11. dubna 2006     | Sydney                | Austrálie     | Telstra Stadium                 | The Living End                                                                                           |               |                                 |              |
| 13. dubna 2006     | Melbourne             | Austrálie     | Rod Laver Arena                 | Airbourne                                                                                                |               |                                 |              |
| 16. dubna 2006     | Auckland              | Nový Zéland   | Western Springs Stadium         | Nickelback                                                                                               |               |                                 |              |
| 18. dubna 2006     | Wellington            | Nový Zéland   | Westpac Stadium                 | Nickelback                                                                                               |               |                                 |              |
| Evropa             |                       |               |                                 | |               |                                 |              |
| 11. července 2006  | Milán                 | Itálie        | San Siro                        | Feeder                                                                                                   |               |                                 |              |
| 14. července 2006  | Vídeň                 | Rakousko      | Ernst-Happel-Stadion            | Paolo Nutini                                                                                             |               |                                 |              |
| 16. července 2006  | Mnichov               | Německo       | Olympiastadion                  | Starsailor                                                                                               |               |                                 |              |
| 19. července 2006  | Hannover              | Německo       | AWD-Arena                       | Starsailor                                                                                               |               |                                 |              |
| 21. července 2006  | Berlín                | Německo       | Olympiastadion                  | Feeder                                                                                                   |               |                                 |              |
| 23. července 2006  | Kolín nad Rýnem       | Německo       | RheinEnergieStadion             | Razorlight                                                                                               |               |                                 |              |
| 28. července 2006  | Paříž                 | Francie       | Stade de France                 | Razorlight                                                                                               |               |                                 |              |
| 31. července 2006  | Amsterdam             | Nizozemsko    | Amsterdam Arena                 | Toots and the Maytals                                                                                    |               |                                 |              |
| 3. srpna 2006      | Stuttgart             | Německo       | Gottlieb-Daimler-Stadion        | Simple Minds                                                                                             |               |                                 |              |
| 5. srpna 2006      | Curych                | Švýcarsko     | Dübendorf Airfield              | Love Bugs Kasabian Patrouille Suisse                                                                     |               |                                 |              |
| 8. srpna 2006      | Nice                  | Francie       | Stade Charles-Ehrmann           | Kasabian                                                                                                 |               |                                 |              |
| 12. srpna 2006     | Porto                 | Portugalsko   | Estádio do Dragão               | The Dandy Warhols                                                                                        |               |                                 |              |
| 20. srpna 2006     | Londýn                | Anglie        | Twickenham Stadium              | Feeder                                                                                                   |               |                                 |              |
| 22. srpna 2006     | Londýn                | Anglie        | Twickenham Stadium              | Charlatans                                                                                               |               |                                 |              |
| 25. srpna 2006     | Glasgow               | Skotsko       | Hampden Park                    | Charlatans                                                                                               |               |                                 |              |
| 27. srpna 2006     | Sheffield             | Anglie        | Don Valley Stadium              | Paolo Nutini                                                                                             |               |                                 |              |
| 29. srpna 2006     | Cardiff               | Wales         | Millennium Stadium              | The Kooks                                                                                                |               |                                 |              |
| 1. září 2006       | Bergen                | Norsko        | Koengen                         | Maximo Park                                                                                              |               |                                 |              |
| 3. září 2006       | Horsens               | Dánsko        | CASA Arena Horsens              | Maximo Park                                                                                              |               |                                 |              |
| Severní Amerika    |                       |               |                                 | |               |                                 |              |
| 20. září 2006      | Foxborough            | Spojené státy | Gillette Stadium                | Kanye West                                                                                               |               |                                 |              |
| 23. září 2006      | Halifax               | Kanada        | Halifax Common                  | Alice Cooper Sloan Kanye West                                                                            |               |                                 |              |
| 27. září 2006      | East Rutherford       | Spojené státy | Giants Stadium                  | Kanye West                                                                                               |               |                                 |              |
| 29. září 2006      | Louisville            | Spojené státy | Churchill Downs                 | Alice Cooper                                                                                             |               |                                 |              |
| 1. října 2006      | Wichita               | Spojené státy | Cessna Stadium                  | Black Rebel Motorcycle Club                                                                              |               |                                 |              |
| 4. října 2006      | Missoula              | Spojené státy | Washington–Grizzly Stadium      | Black Rebel Motorcycle Club                                                                              |               |                                 |              |
| 6. října 2006      | Regina                | Kanada        | Mosaic Stadium at Taylor Field  | Three Days Grace                                                                                         |               |                                 |              |
| 8. října 2006      | Regina                | Kanada        | Mosaic Stadium at Taylor Field  | Three Days Grace                                                                                         |               |                                 |              |
| 11. října 2006     | Chicago               | Spojené státy | Soldier Field                   | Elvis Costello                                                                                           |               |                                 |              |
| 17. října 2006     | Seattle               | Spojené státy | Qwest Field                     | Dave Matthews Band                                                                                       |               |                                 |              |
| 20. října 2006     | El Paso               | Spojené státy | Sun Bowl Stadium                | Dave Matthews Band                                                                                       |               |                                 |              |
| 22. října 2006     | Austin                | Spojené státy | Zilker Park                     | Ian McLagan and the Bump Band Los Lonely Boys                                                            |               |                                 |              |
| 29. října 2006     | New York City         | Spojené státy | Beacon Theater                  | Buddy Guy                                                                                                |               |                                 |              |
| 6. listopadu 2006  | New York City         | Spojené státy | Beacon Theater                  | Buddy Guy                                                                                                | Oakland       | Oakland–Alameda County Coliseum | Van Morrison |
| 8. listopadu 2006  | Glendale              | Spojené státy | University of Phoenix Stadium   | Alice Cooper                                                                                             |               |                                 |              |
| 11. listopadu 2006 | Las Vegas             | Spojené státy | MGM Grand Garden Arena          | Bonnie Raitt                                                                                             |               |                                 |              |
| 14. listopadu 2006 | Nampa                 | Spojené státy | Idaho Center                    | Blue October                                                                                             |               |                                 |              |
| 17. listopadu 2006 | Atlantic City         | Spojené státy | Boardwalk Hall                  | Soulive                                                                                                  |               |                                 |              |
| 22. listopadu 2006 | Los Angeles           | Spojené státy | Dodger Stadium                  | Bonnie Raitt                                                                                             |               |                                 |              |
| 25. listopadu 2006 | Vancouver             | Spojené státy | Kanada                          | BC Place Stadium                                                                                         | Bonnie Raitt  |                                 |              |
| Evropa             |                       |               |                                 | |               |                                 |              |
| 5. června 2007     | Werchter              | Belgie        | Werchter Festival Ground        | Van Morrison                                                                                             |               |                                 |              |
| 8. června 2007     | Nijmegen              | Nizozemsko    | Goffertpark                     | Daniel Lohues and the Louisiana Blues Club(5:45 PM) Van Morrison(Cut short due to heavy showers) 6:55 PM |               |                                 |              |
| 10. června 2007    | Newport               | Anglie        | Seaclose Park                   | Siniez The Hedrons Country Joe McDonald Melanie C James Morrison Paolo Nutini The Fratellis Keane        |               |                                 |              |
| 13. června 2007    | Frankfurt nad Mohanem | Německo       | Commerzbank-Arena               | Starsailor                                                                                               |               |                                 |              |
| 16. června 2007    | Paříž                 | Francie       | Stade de France                 | Starsailor                                                                                               |               |                                 |              |
| 18. června 2007    | Lyon                  | Francie       | Stade de Gerland                | Starsailor                                                                                               |               |                                 |              |
| 21. června 2007    | Barcelona             | Španělsko     | Estadi Olímpic Lluís Companys   | Loquillo y los Trogloditas Biffy Clyro                                                                   |               |                                 |              |
| 23. června 2007    | San Sebastián         | Španělsko     | Anoeta Stadium                  | Zentricc Arno Carstens                                                                                   |               |                                 |              |
| 25. června 2007    | Lisabon               | Portugalsko   | Estádio José Alvalade           | Jet |               |                                 |              |
| 28. června 2007    | Madrid                | Španělsko     | Vicente Calderón Stadium        | Loquillo y los Trogloditas Jet                                                                           |               |                                 |              |
| 30. června 2007    | El Ejido              | Španělsko     | Estadio Municipal Santo Domingo | Loquillo y los Trogloditas Jet                                                                           |               |                                 |              |
| 6. července 2007   | Řím                   | Itálie        | Stadio Olimpico                 | Biffy Clyro                                                                                              |               |                                 |              |
| 9. července 2007   | Budva                 | Černá Hora    | Jaz Beach                       | Dado Topic & Time Regina The Thirst                                                                      |               |                                 |              |
| 14. července 2007  | Bělehrad              | Srbsko        | Ušće Park                       | Električni Orgazam The Answer                                                                            |               |                                 |              |
| 17. července 2007  | Bukurešť              | Rumunsko      | Lia Manoliu Stadium             | Iris Charlatans                                                                                          |               |                                 |              |
| 20. července 2007  | Budapešť              | Maďarsko      | Ferenc Puskás Stadium           | Charlatans                                                                                               |               |                                 |              |
| 22. července 2007  | Brno                  | Česko         | Výstaviště                      | Charlatans                                                                                               |               |                                 |              |
| 25. července 2007  | Varšava               | Polsko        | Służewiec Hippodrome            | Steve Harley and Cockney Rebel                                                                           |               |                                 |              |
| 28. července 2007  | Petrohrad             | Rusko         | Palace Square                   | Steve Harley and Cockney Rebel                                                                           |               |                                 |              |
| 1. srpna 2007      | Helsinky              | Finsko        | Helsinki Olympi Stadium         | Toots and the Maytals                                                                                    |               |                                 |              |
| 3. srpna 2007      | Göteborg              | Švédsko       | Ullevi Stadium                  | Toots and the Maytals                                                                                    |               |                                 |              |
| 5. srpna 2007      | Kodaň                 | Dánsko        | Parken Stadium                  | Toots and the Maytals                                                                                    |               |                                 |              |
| 8. srpna 2007      | Oslo                  | Norsko        | Valle Hovin                     | The Dandy Warhols                                                                                        |               |                                 |              |
| 11. srpna 2007     | Lausanne              | Švýcarsko     | Stade Olympique de la Pontaise  | The Dandy Warhols                                                                                        |               |                                 |              |
| 13. srpna 2007     | Düsseldorf            | Německo       | LTU Arena                       | The Answer                                                                                               |               |                                 |              |
| 15. srpna 2007     | Hamburk               | Německo       | AOL Arena                       | Starsailor                                                                                               |               |                                 |              |
| 18. srpna 2007     | Slane                 | Irsko         | Slane Castle                    | The Hold Steady                                                                                          | Frankie Gavin | Tinariwen                       | Charlatans   |
| 21. srpna 2007     | Londýn                | Anglie        | O2 Arena                        | The Kooks                                                                                                |               |                                 |              |
| 23. srpna 2007     | Londýn                | Anglie        | O2 Arena                        | Jet |               |                                 |              |
| 26. srpna 2007     | Londýn                | Anglie        | O2 Arena                        | The Enemy                                                                                                |               |                                 |              |